# Tunde Adeniji
Babatunde Temitope Adeniji (Akure, 1995. szeptember 17. –) nigériai válogatott labdarúgó.

## Pályafutása

### Klubcsapatokban
Adeniji a nigériai Rising Stars csapatánál nevelkedett, a felnőtt csapatnak 2012-ben lett tagja. 2013 és 2016 között a szintén nigériai Sunshine Stars játékosa volt. 2016 és 2017 között a bolgár élvonalbeli Levszki Szofija labdarúgójaként ötven bajnoki mérkőzésen hét gólt szerzett. A bolgár klub 180 000 eurót fizetett érte. A 2018-as szezonban a kazah élvonalbeli Atirau játékosa volt. 2019-ben Al-Naszr labdarúgója is volt. 2019 nyarán a magyar élvonalbeli Debreceni VSC igazolta le.

### A válogatottban
Adeniji 2015 és 2016 között négy alkalommal lépett pályára a nigériai labdarúgó-válogatottban.

### Statisztikája a bolgár élvonalban
Forrás:
| Csapat adatok   | Csapat adatok | Csapat adatok | Bajnokság     | Bajnokság | Országos kupa | Országos kupa | Nemzetközi kupa | Nemzetközi kupa | Egyéb         | Egyéb | Összesen      | Összesen | Összesen |
| Klub            |               | Szezon        | Pályára lépés | Gól       | Pályára lépés | Gól           | Pályára lépés   | Gól             | Pályára lépés | Gól   | Pályára lépés | Gól      |          |
| Bulgária        | Bulgária      | Bulgária      | Bajnokság     | Bajnokság | Országos kupa | Országos kupa | Nemzetközi Kupa | Nemzetközi Kupa | Egyéb         | Egyéb | Összesen      | Összesen |          |
| --------------- | ------------- | ------------- | ------------- | --------- | ------------- | ------------- | --------------- | --------------- | ------------- | ----- | ------------- | -------- | -------- |
| Levszki Szofija | A Group       | 2015–16       | 12            | 0         | 0             | 0             | —               | —               | —             | —     | 12            | 0        |          |
| Levszki Szofija | First League  | 2016–17       | 22            | 7         | 2             | 2             | 2               | 0               | —             | —     | 25            | 9        |          |
| Levszki Szofija | Összesen      | Összesen      | 33            | 6         | 2             | 2             | 2               | 0               | 0             | 0     | 37            | 9        |          |

#### Mérkőzései a nigériai válogatottban
| #  | Dátum             | Ellenfél     | Eredmény | Kiírás                             | Esemény |
| -- | ----------------- | ------------ | -------- | ---------------------------------- | ------- |
| 1. | 2015. október 17. | Burkina Faso | 2 – 0    | Afrikai Nemzetek Ligája-selejtező  | 63'     |
| 2. | 2015. október 25. | Burkina Faso | 0 – 0    | Afrikai Nemzetek Ligája-selejtező  | 71'     |
| 3. | 2016. január 18.  | Niger        | 4 – 1    | Afrikai Nemzetek Ligája-csoportkör | 58'     |
| 4. | 2016. január 26.  | Guinea       | 0 – 1    | Afrikai Nemzetek Ligája-csoportkör | 61'     |

## Sikerei, díjai
- Bolgár bajnokság 2. hely: 2015-2016
- A hónap játékosa a bolgár bajnokságban: 2016 augusztusa[8]